# ميراينداد دي مونتايجا
بلدية ميراينداد دي مونتايجا (بالإسبانية: Merindad de Montija)‏, هي إحدى بلديات مقاطعة برغش, التي تقع في منطقة قشتالة وليون, والتي تقع في شمال غرب إسبانيا.
يبلغ عدد سكانها 914 نسمة وفقاً لإحصائية سنة (2002).